# Christofer Jurado
Christofer Robín Jurado López (ur. 27 października 1995 w El Coco) – panamski kolarz szosowy. Olimpijczyk (2020).

## Osiągnięcia
Opracowano na podstawie:

2017
- 3. miejsce w mistrzostwach Panamy (jazda indywidualna na czas)
- 1. miejsce w mistrzostwach Panamy (start wspólny)

2018
- 1. miejsce w mistrzostwach Panamy (start wspólny)
- 2. miejsce w igrzyskach Ameryki Środkowej i Karaibów (start wspólny)
- 1. miejsce w klasyfikacji górskiej Tour of China II

2019
- 1. miejsce na 5. etapie Vuelta a la Independencia Nacional
- 2. miejsce w mistrzostwach Ameryki Centralnej (jazda indywidualna na czas)
- 1. miejsce w mistrzostwach Panamy (jazda indywidualna na czas)
- 2. miejsce w mistrzostwach Panamy (start wspólny)

2020
- 1. miejsce w mistrzostwach Panamy (jazda indywidualna na czas)
- 1. miejsce w mistrzostwach Panamy (start wspólny)
- 1. miejsce na 4. i 10. etapie Vuelta a Guatemala
- 1. miejsce w mistrzostwach Ameryki Centralnej (jazda indywidualna na czas)

2021
- 1. miejsce w mistrzostwach Panamy (jazda indywidualna na czas)
- 2. miejsce w mistrzostwach Panamy (start wspólny)
- 1. miejsce w Germenica Grand Prix
- 2. miejsce w mistrzostwach Ameryki Centralnej (jazda indywidualna na czas)
- 1. miejsce w mistrzostwach Ameryki Centralnej (start wspólny)

## Rankingi
| Rok              | 2017  | 2018  | 2019 | 2020 | 2021 | 2022 | 2023 | 2024 |
| ---------------- | ----- | ----- | ---- | ---- | ---- | ---- | ---- | ---- |
| World Ranking    | 1330. | 1169. | 250. | 365. | 182. | 894. | 718. | -    |
| UCI America Tour | 115.  | 91.   | 23.  | 26.  | 13.  | 94.  | 67.  | 45.  |
|                  |       |       |      |      |      |      |      |      |
| Źródło: UCI      |       |       |      |      |      |      |      |      |